# مقاومة متعددة للأدوية
المقاومة المتعددة للأدوية (إم دي آر)، أو مقاومة الأدوية المتعددة، أو المقاومة المتعددة هي مقاومة المضادات الحيوية التي تُظهرها أحد أنواع الميكروبات لواحد على الأقل من مضادات الميكروبات ضمن ثلاث فئات أو أكثر من مضادات الميكروبات. فئات مضادات الميكروبات هي تصنيفات للعوامل المضادة للميكروبات بناءً على طريقة عملها ومخصصة للكائنات المستهدفة. أكثر أنواع المقاومة المتعددة للأدوية تهديدًا للصحة العامة هي البكتيريا متعددة المقاومة للأدوية التي تقاوم المضادات الحيوية المتعددة، تشمل الأنواع الأخرى الفيروسات متعددة المقاومة للأدوية والطفيليات (المقاومة للعديد من الأدوية المضادة للفطريات والفيروسات ومضادات الطفيليات من مجموعة كيميائية واسعة).
تمييزًا للدرجات المختلفة من الإم دي آرفي البكتيريا، قدمت مصطلحات المقاومة الشديدة للأدوية (إكس دي آر) والمقاومة الكاملة للأدوية (بّي دي آر). المقاومة الشديدة للأدوية (إكس دي آر) هي عدم استجابة أحد أنواع البكتيريا لجميع العوامل المضادة للميكروبات باستثناء فئتين أو أقل من فئات مضادات الميكروبات. ضمن الإكس دي آر، والمقاومة الكاملة للأدوية (بّي دي آر) هي عدم استجابة البكتيريا لجميع العوامل المضادة للميكروبات في جميع فئات مضادات الميكروبات. نُشرت التعريفات في عام 2011 في مجلة علم الأحياء الدقيقة السريرية والعدوات ويمكن الوصول إليها بشكل على نحو واسع.

## المتعضيات الشائعة متعددة المقاومة للأدوية
غالبًا ما تكون الكائنات متعددة المقاومة للأدوية بكتيريا:
- المعوية المقاومة للفانكومايسين (في آر إي).
- المكورات العنقودية الذهبية المقاومة للميثيسيلين (إم آر إس إيه).
- البكتيريا سلبية الغرام المنتجة للبيتا لاكتاماز واسعة الطيف (إي إس بي إل إس).
- الكليبسيلا الرئوية سلبية الغرام المنتجة كاربيبينيماز (كي بّي سي).
- العصيات سلبية الغرام متعددة المقاومة للأدوية (إم دي آر جي إن آر) مثل أصناف الإمعائية، الإشريكية القولونية، الكليبسيلا الرئوية، الراكدة البومانية، والزائفة الزنجارية.
- العصية السلية متعددة المقاومة للأدوية

أطلق على مجموعة من البكتيريا موجبة الغرام وسالبة الغرام، المتداخلة مع (إم دي آر جي إن آر) ذات أهمية خاصة في الآونة الأخيرة أطلق عليها اسم مجموعة إي إس كيه إيه بّي إي (المعوية البرازية، العنقوديات المذهبة، الكليبسيلا الرئوية، الراكدة البومانية، الزائفة الزنجارية وأصناف الإمعائية).

## المقاومة البكتيرية للمضادات الحيوية
نجت مجموعات مختلفة من الكائنات الحية الدقيقة عبر آلاف السنين من خلال قدرتها على التكيف مع العوامل المضادة للميكروبات. وتقوم بذلك عن طريق حدوث طفرة تلقائية أو عن طريق تحول في الدنا. تمكن هذه العملية بعض البكتيريا من مقاومة تأثير بعض المضادات الحيوية، مما يجعل هذه المضادات الحيوية غير فعالة. تستخدم هذه الكائنات الحية الدقيقة عدة آليات للوصول إلى مقاومة متعددة للأدوية:
لم تعد تعتمد على الجدار الخلوي المكون من البروتين السكري.
- التعطيل الأنزيمي للمضادات الحيوية.
- انخفاض نفاذية جدار الخلية للمضادات الحيوية.
- تغيير المواقع المستهدفة للمضادات الحيوية.
- آليات الإخراج للتخلص من المضادات الحيوية.[5]
- زيادة معدل الطفرات كاستجابة للشدة.[6]

تُبدي العديد من البكتيريا المختلفة حاليًا مقاومة للأدوية المتعددة، بما في ذلك المكورات العنقودية، والمكورات المعوية والنيسرية البنية، والمكورات العقدية، والسالمونيلا، بالإضافة إلى العديد من البكتيريا الأخرى سالبة الغرام والمتفطرة السلية. البكتيريا المقاومة للمضادات الحيوية قادرة على نقل نسخ من الحمض النووي الذي يرمز لآلية المقاومة إلى البكتيريا الأخرى حتى لو لم تكن من نسلها القريب، والتي تكون أيضًا قادرة على نقل جينات المقاومة وبالتالي تنتج أجيال من البكتيريا المقاومة للمضادات الحيوية. تسمى هذه العملية بالنقل الأفقي للجينات وتتم من خلال الاقتران بين الخلية وخلية أخرى.

## المقاومة البكتيرية للعاثيات
لوحظت أنواع البكتيريا المقاومة للعاثيات في الدراسات على البشر. يمكن حدوث النقل الأفقي لمقاومة العاثيات عن طريق الحصول على البلازميد، كما هو الحال بالنسبة للمضادات الحيوية.

## مقاومة مضادات الفطريات
يمكن أن تصبح الخمائر، مثل أنواع المبيضات، مقاومة عند العلاج طويل الأمد باستخدام مستحضرات الآزول، ما يتطلب علاجًا بفئة دوائية مختلفة. غالبًا ما تكون عدوى لومينتوسبورا بروليفكانس قاتلة بسبب مقاومتها للعديد من العوامل المضادة للفطريات.

## مقاومة مضادات الفيروسات
فيروس نقص المناعة البشرية هو المثال الرئيسي للمقاومة المتعددة لأدوية المضادات الفيروسية، لأنه يتغير بسرعة في ظل العلاج الأحادي. أصبح فيروس الأنفلونزا مقاومًا على الأدوية المتعددة بشكل متزايد؛ أولًا على الأمانتادين، ثم على مثبطات النورامينيداز مثل الأوسيلتاميفير (2008-2009: كان نتيجة اختبار 98.5% من الإنفلونزا نوع أ أنها مقاومة)، وهي أكثر شيوعًا أيضًا لدى الأشخاص الذين يعانون من ضعف في جهاز المناعة. يمكن أن يصبح الفيروس المضخم للخلايا مقاومًا للغانسيكلوفير والفوسكارنت أثناء العلاج، خاصةً عند المرضى الذين يعانون من التثبيط المناعي. نادرًا ما يصبح فيروس الهربس البسيط مقاومًا لمستحضرات الآسيكلوفير، غالبًا تكون على شكل مقاومة متصالبة على الفامسيكلوفير والفالاسيكلوفير، وعادةً ماتحدث عند المرضى الذين يعانون من تثبيط المناعة.

## منع ظهور مقاومة لمضادات الميكروبات
بهدف الحد من تطور المقاومة على مضادات الميكروبات، اقترح ما يلي:
- استخدام المضاد الميكروبي المناسب للعدوى؛ على سبيل المثال عدم استخدام مضادات حيوية في علاج الالتهابات الفيروسية.
- تحديد المتعضي المسببة عند الإمكان.
- اختيار مضاد ميكروبي يستهدف كائنًا محددًا، بدلًا من الاعتماد على المضادات الميكروبية واسعة الطيف.
- اكمال مدة العلاج المناسبة للمضاد الميكروبي (لاتكون قصيرة جدًا ولا طويلة جدًا).
- استخدم جرعة الإبادة الصحيحة؛ ترتبط الجرعات تحت العلاجية بالمقاومة، كما هو موضح في الطعام ذو المصدر الحيواني.
- تثقيف شامل للواصفين ومن خلالهم بشأن الآثار المترتبة على أفعالهم على الصعيد العالمي.

يعتمد المجتمع الطبي على تثقيف واصفي العلاج، والتنظيم الذاتي على شكل مطالبات للقيام بالإشراف الطوعي على مضادات الميكروبات، والتي قد تتخذ في المستشفيات شكل برنامج للإشراف على مضادات الميكروبات. ورأى البعض أنه يمكن للحكومة اعتمادًا على السياق الثقافي أن تساعد في تثقيف الناس حول أهمية الاستخدام المقيد للمضادات الحيوية في الاستخدام السريري عند البشر، ولكن على عكس المخدرات، لا يوجد قوانين تنظم استخدامها في أي مكان في العالم حاليًا. تم تقييد أو تنظيم استخدام المضادات الحيوية بنجاح لعلاج الحيوانات التي تربى للاستهلاك البشري، في الدنمارك على سبيل المثال.
مكافحة العدوى هي الإستراتيجية الأكثر فاعلية للوقاية من العدوى بمتعضية متعددة المقاومة لأدوية داخل المستشفى، لأن بدائل المضادات الحيوية في حالة العدوى شديدة المقاومة أو المقاومة الشاملة، قليلة؛ في حال كانت العدوى موضعية، يمكن محاولة الإزالة أو الاستئصال (السل المقاوم للأدوية المتعددة، في الرئة على سبيل المثال)، ولكن في حالة العدوى الجهازية، قد تكون التدابير العامة ممكنة فقط مثل، تعزيز جهاز المناعة بالغلوبيولينات المناعية. يعد استخدام العاثيات (الفيروسات التي تقتل البكتيريا) مجالًا متطورًا للاجراءات العلاجية الممكنة.
من الضروري تطوير مضادات حيوية جديدة بمرور الوقت لأن اصطفاء البكتيريا المقاومة أمر لا يمكن منعه تمامًا. هذا يعني أنه مع كل استخدام لمضاد حيوي معين، تتعززفرصة نجاة عدد قليل من البكتيريا التي لديها سلفًا جين المقاومة لهذه المادة، ويزداد عدد البكتيريا المعنية. لذلك، يتوزع جين المقاومة بشكل أكبر في الكائن الحي والبيئة، وتبدي نسبة عالية من البكتيريا عدم استجابتها للعلاج بهذا المضاد الحيوي المحدد. بالإضافة إلى تطوير مضادات حيوية جديدة، يجب تنفيذ استراتيجيات جديدة بالكامل من أجل حماية الناس من حالة المقاومة الكاملة. تُختبر استراتيجيات جديدة مثل العلاج بالأشعة فوق البنفسجية واستخدام العاثيات، ولكن يجب تخصيص المزيد من الموارد لهذا الغرض.